# Original Prankster
”Original Prankster” – piosenka amerykańskiej punkrockowej grupy The Offspring. Trzecia ścieżka na albumie Conspiracy of One (2000) oraz pierwszy singel promujący go. Dodatkowo utwór znalazł się na kompilacji Greatest Hits. W Australii singel zdobył status Platynowej Płyty

## Lista utworów

### Wersja 1
1. Original Prankster (3:40)
2. Come Out Swinging (2:40)
3. Staring at the Sun (Live)

### Wersja 2
1. Original Prankster (3:40)
2. Dammit, I Changed Again (2:40)
3. Come Out Swinging (2:40)
4. Gone Away (Live) (4:27)
5. Staring at the Sun (Live)

## Certyfikacje
- Platynowa Płyta  (ARIA)[2]
- Srebrna Płyta  (BPI)[3]

## Twórcy
- Dexter Holland - wokal, gitara
- Noodles - gitara
- Greg Kriesel - gitara basowa
- Ron Welty - perkusja